# Cosmopolis (film)
Cosmopolis är en kanadensisk drama-thrillerfilm från 2012 i regi av David Cronenberg, med Robert Pattinson i huvudrollen. Filmen är baserad på romanen med samma namn från 2003 av Don DeLillo.

## Handling
Miljardären Eric Packer (Robert Pattinson) åker långsamt över Manhattan i sin limousin som han använder som sitt kontor samtidigt som han är på väg till en frisör. På vägen är det flera trafikstockningar orsakade av att USA:s president är på besök i staden, samt begravningen av Erics favoritmusiker, vars musik han spelar i en av sina två privata hissar.